# Megasema obscura
Megasema obscura là một loài bướm đêm trong họ Noctuidae.